# Didymoglossum punctatum
Didymoglossum punctatum là một loài dương xỉ trong họ Hymenophyllaceae. Loài này được Poir. Desv. mô tả khoa học đầu tiên năm 1827.